# HD 154481
HD 154481，又名CD-2611896，SAO 185033、HR 6354，是一颗恒星，视星等为6.29，位于銀經357.24，銀緯8.47，其B1900.0坐标为赤經17h 0m 41.3s，赤緯-26° 8.47′ 39″。